# Рыбацкая пристань (Сан-Франциско)

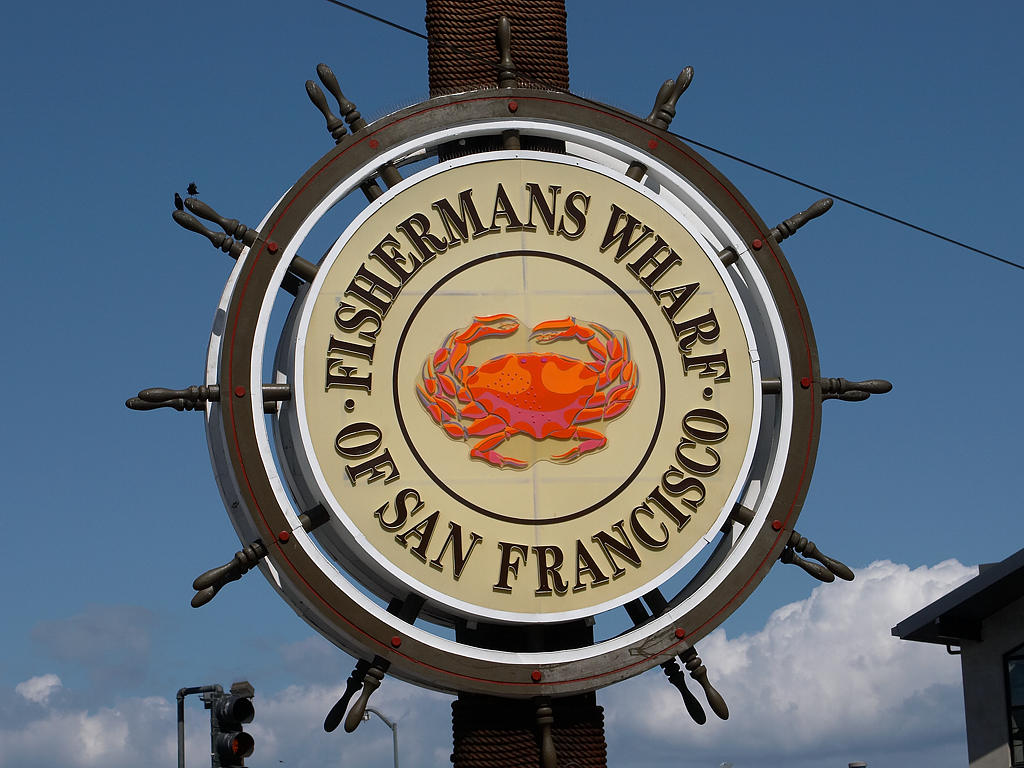
Символ Рыбацкой пристани

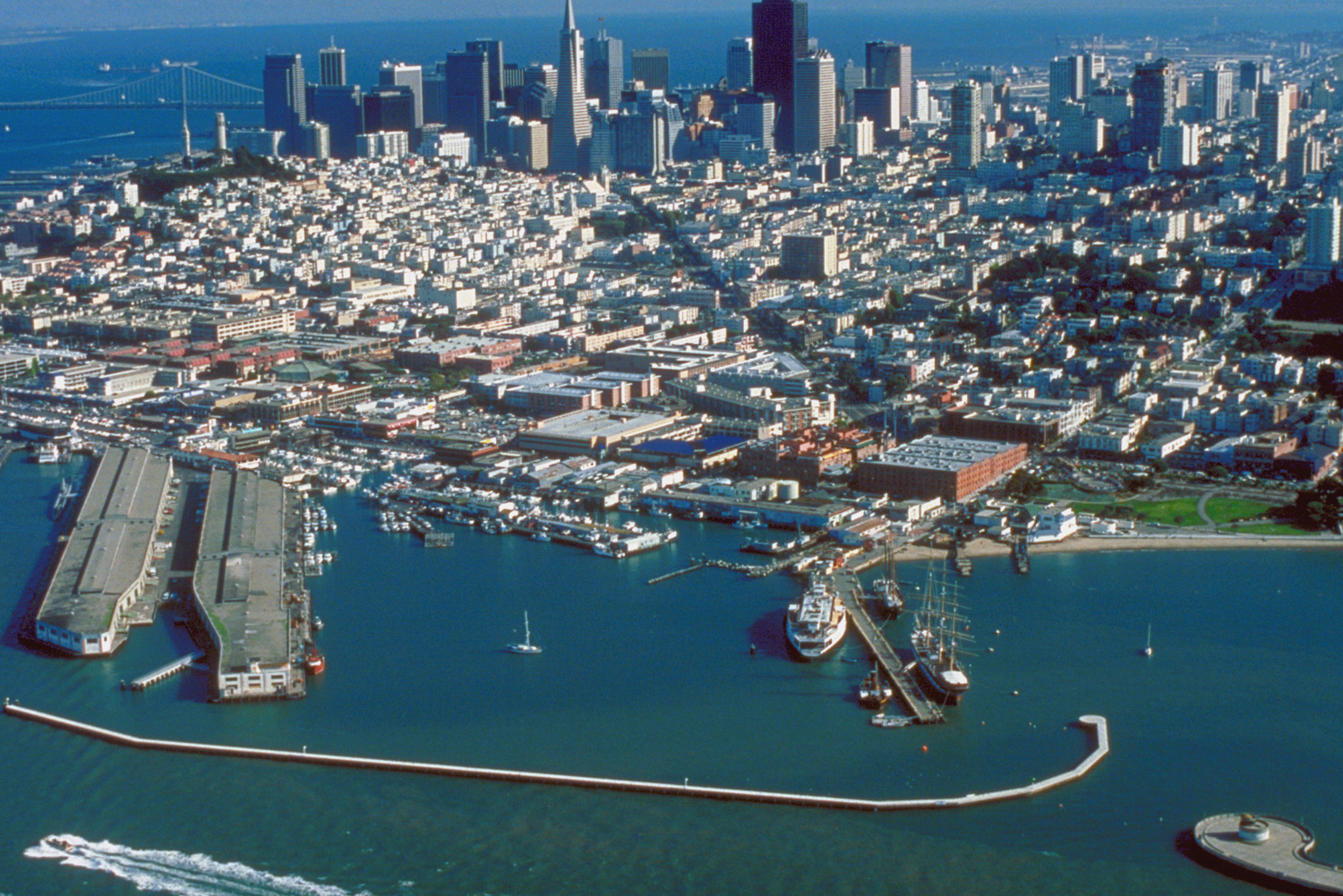
Вид пристани с высоты птичьего полёта

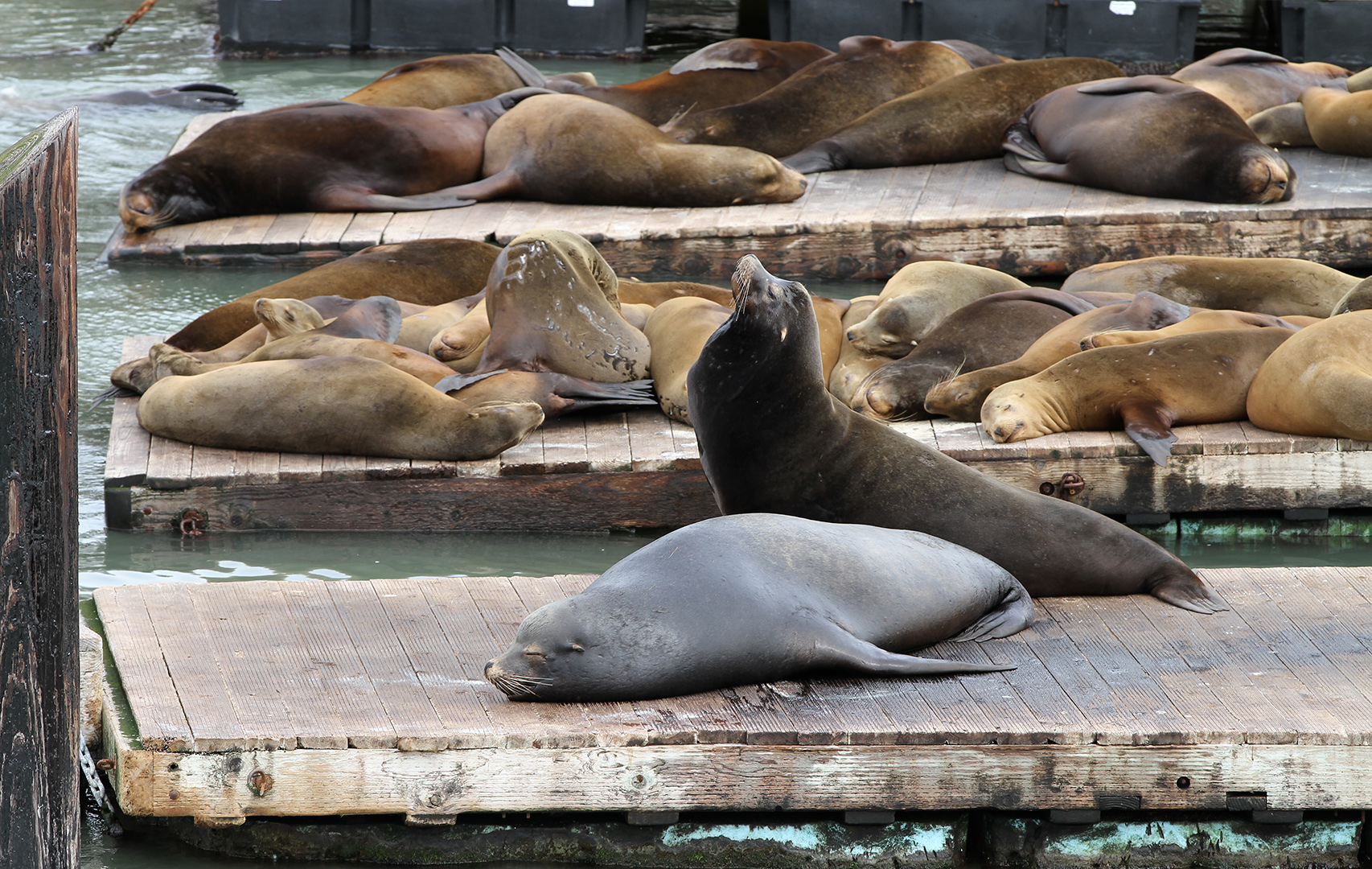
Морские львы на Пирсе 39

Рыбацкая пристань (англ. Fisherman's Wharf) — портовый район на северо-востоке Сан-Франциско, одна из главных туристических достопримечательностей города.
Пролегает от Ван Несс Авеню до улицы Кёрни. Своё название она получила в годы золотой лихорадки, когда многочисленные рыбаки собирались в районе пристани для ловли крабов.

## Достопримечательности
Одними из главных достопримечательностей Рыбацкой пристани являются Морской национальный исторический парк Сан-Франциско, консервный завод, старая шоколадная фабрика, площадь Джирарделли, музей механики и музей восковых фигур. Пристань известна своими многочисленными ресторанами и стендами по продаже морепродуктов. Традиционными местными блюдами являются Дадженесский краб и клэм-чаудер.
Близ Пирса 39 располагается городской морской аквариум, недалеко от которого можно наблюдать калифорнийских морских львов. С причала также хорошо различимы остров Алькатрас и мост Золотые ворота. У Пирса 45 находится часовня в память о «пропавшем рыбаке» Сан-Франциско и Северной Калифорнии. На пристани проводятся многие городские праздничные мероприятия, в том числе фейерверк на День независимости и ежегодная неделя флота Сан-Франциско.
Одной из известных фигур Рыбацкой пристани является World Famous Bushman — местный житель, сидящий в кустах и пугающий проходящих мимо прохожих своим неожиданным появлением. Подобной деятельностью он занимается с 1980 года.